# 1301
1301 је била проста година.

## Догађаји
- 14. јануар — Смрћу Андрије III окончана је владавина Арпадоваца над Угарском.
- Грађански рат у Србији (1301—1312) Због сарадње краља Милутина са Византијом који су против интереса његовог брата Драгутина, долази до грађанског сукоба између два брата који траје до 1312. године. Пошто је био у рату и са братом и са угарским краљем, Карлом Робертом, Драгутин је морао да се измири са братом Милутином 1312. године.